# Ommata perplexa
Ommata perplexa là một loài bọ cánh cứng trong họ Cerambycidae.